# Colom verdós cuallarg
El colom verdós cuallarg (Treron apicauda) és una espècie d'ocell de la família dels colúmbids (Columbidae) que habita la selva humida de l'Àsia meridional, des del nord de l'Índia i Nepal cap a l'est, per Bangladesh, nord-est de l'Índia, sud de la Xina, Myanmar, nord-oest de Tailàndia, nord de Laos i el Vietnam.